# Phalaenostola
Phalaenostola é um gênero de traça pertencente à família Arctiidae.